# Chitasida diplogramma
Chitasida diplogramma är en fjärilsart som beskrevs av George Francis Hampson 1905. Chitasida diplogramma ingår i släktet Chitasida och familjen nattflyn. Inga underarter finns listade i Catalogue of Life.